# Млечници
Млечниците (Lactarius) са род базидиеви гъби от семейство Russulaceae.
В този род се намират голям брой видове, повечето от които се намират в гори и формират микоризна симбиоза с определени видове дървета. Те растат върху почва и плодните им тела са с пластинки а месото им е крехко и чупливо, и твърдо при повечето видове. Приблизително сродни са с гълъбките които се намират в същото семейство. Основната разлика е, че пластинките на млечниците пускат водниста течност при нараняване докато тази функция липсва при гълъбките. Тази течност се нарича мляко и цветът и както и на изсушеното мляко зависят от вида. Това и вкусът на месото са две от основните физически характеристики които се използват при идентификация на различните видове.
Както при гълъбките, така и при млечниците, вкусът варира от вид на вид. При голяма част от видовете вкусът е горчив или лютив до силно лютив. При голяма част от млечниците пънчето е кухо отвътре.
Други характеристики на млечниците са липсващите пръстенчета, калъфчета в основата на пънчетата и остатъци от було върху гуглата и под пластинките. При повечето видове пластинките са с различни дължини а гуглите са окрасени с концентрични кръгове. Споровият прашец е блед или жълтеникаво-кремав в повечето случаи. Някои видове имат специфична миризма. L. glyciosmus, например, има слаб аромат на кокос докато други видове като L. flavidus и L. cimicarius имат миризмата на буболечки.
Малка част от видовете в този род са отровни. Не са много и видовете с кулинарни качества, но членове като рижиката (L deliciosus), лютивата млечница (L. piperatus) и хлебенката (L. volemus) се събират в България и Европа. Най-често срещаните отровни млечници са мъхнатката (L. torminosus), бялата мъхеста млечница (L. pubescens) и L. turpis. Тези видове са слабо отровни и не е известно да са причинили смърт у човек.
- Lactarius indigo

## Видове
Познати са около 400 вида млечници в света. Списъкът отдолу е на най-често срещаните млечници в България.
- Букова млечница (Lactarius blennius)
- Розовееща млечница (Lactarius controversus)
- Обикновена млечница (Lactarius deliciosus)
- Кокосова млечница (Lactarius glyciosmus)
- Оранжева млечница (Lactarius mitissimus)
- Лютива млечница (Lactarius piperatus) – Бяла млечница, Козарка
- Бяла мъхеста млечница (Lactarius pubescens)
- Lactarius quietus
- Дъбарка (Lactarius rufus)
- Елова рижика (Lactarius salmonicolor)
- Кървавочервена млечница (Lactarius semisanguifluus)
- Лъжлива млечница (Lactarius torminosus) – Отровна млечница, Мъхнатка
- Lactarius trivialis
- Lactarius turpis
- Вълнеста млечница (Lactarius vellereus)
- Lactarius vietus
- Хлебна млечница (Lactarius volemus) – Суроватка, Просеник